# Loes Wouterson
Loes Wouterson, née le 7 avril 1963 à Amsterdam,, est une actrice et femme de lettres néerlandaise.

## Filmographie

### Cinéma et téléfilms
- 1991 : Bij nader inzien : Henriëtte
- 1992 : Les Habitants (De Noorderlingen) : Elisabeth
- 1992 : De drie beste dingen in het leven (nl) : Sacha van Eden
- 1993 : De kleine blonde dood (nl) : Mieke
- 1994 : Een galerij: De wanhoop van de sirene (nl) : Marijke
- 1995 : Hoogste tijd : La mère de Uli
- 1995 : Coverstory (nl) : Femmeke Bierma
- 1996 : Onderweg naar Morgen : Linda Verkerck
- 1997 : Baantjer : Cleo van Billigen
- 1998 : Combat (nl) : La gardienne 't Hart
- 1998 : Het glinsterend pantser : La Tante Stan
- 2000 : Lek : La commandante de garde
- 2001 : Vroeger bestaat niet meer : Tessa Mensch
- 2001 : Dok 12 : Leonie
- 2002 : Russen (nl) : Jessica Blommaert
- 2002 : Secrets d'héritage : La psychologue de police
- 2002 : Schiet mij maar lek (nl) : La docteur
- 2003 : Brush with Fate (en) : La mère de Saskia
- 2003 : Spangen (nl) : Iris
- 2004 : Floris (nl) : Jacoba
- 2006 : Afblijven (nl) : La mère de Melissa
- 2007 : Spoorloos verdwenen (nl) : Sophia Hulzenbosch
- 2007 : Goede tijden, slechte tijden : Le juge Meijering
- 2009 : Sorry Minister (nl) : Mme Flipse
- 2011 : A'dam - E.V.A. (nl) : Lieke Verburg
- 2011 : Verborgen gebreken (nl) : Claudia de Ree
- 2013 : Penoza (nl) : Louise Zwart
- 2015 : Goedenavond, Dames en Heren (nl) : Els van Dijk
- 2015 : De Fractie (nl) : La femme troublée
- 2016 : Project Orpheus : Liesbeth

## Livres
- 2001 : De tweede geschiedenis (roman)
- 2002 : Begin (roman)